# Grażyna Bacewicz

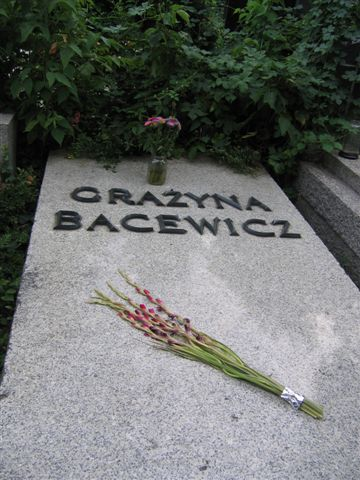
Nagrobek Grażyny Bacewicz na Cmentarzu Wojskowym na Powązkach w Warszawie

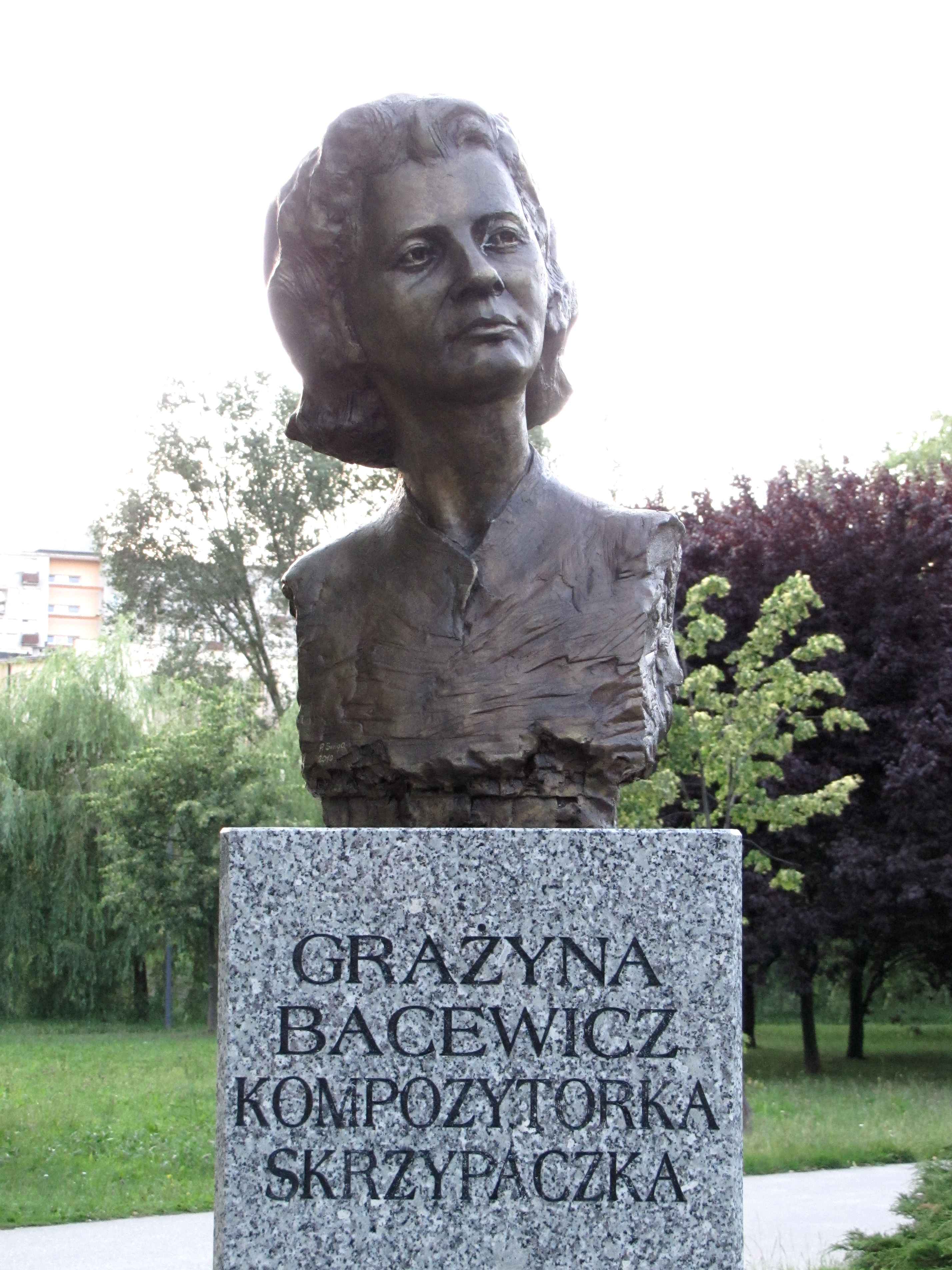
Popiersie Grażyny Bacewicz w Alei Sław na Skwerze Harcerskim w Kielcach

Grażyna Bacewicz Biernacka (ur. 5 lutego 1909 w Łodzi, zm. 17 stycznia 1969 w Warszawie) – polska kompozytorka i skrzypaczka.

## Życiorys
Urodziła się w polsko-litewskiej rodzinie o tradycjach muzycznych. Jej ojciec i dwaj bracia byli również kompozytorami. Ojciec Vincas (Wincenty; 1875−1952) i brat (Vytautas; 1905–1970), używali nazwiska Bacevičius i uważali się za Litwinów. Matka, Maria Modlińska (córka Stanisława i Natalii de domo Zdzitowieckiej, zm. 1958 w Warszawie) była Polką. Pozostała trójka dzieci uważała się za Polaków. Drugim bratem był kompozytor i rektor Akademii Muzycznej w Łodzi Kiejstut Bacewicz. Oprócz braci miała jeszcze siostrę, poetkę i dziennikarkę Wandę. Mężem Grażyny Bacewicz był lekarz internista, profesor Akademii Medycznej w Warszawie – Piotr Andrzej Biernacki (1903–1963). Ich jedynym dzieckiem jest malarka i poetka Alina Biernacka.
Pierwszym nauczycielem gry na fortepianie był jej ojciec. Od 1919 kontynuowała naukę w Konserwatorium Heleny Kijeńskiej-Dobkiewiczowej w Łodzi. Gdy w 1923 rodzina przeniosła się do Warszawy, studiowała w Państwowym Konserwatorium Muzycznym w Warszawie pod kierunkiem Kazimierza Sikorskiego (kompozycja) i Józefa Jarzębskiego (skrzypce), a także Józefa Turczyńskiego (fortepian).
W 1932 ukończyła konserwatorium, zdobywając dwa dyplomy: z kompozycji i gry na skrzypcach. Następnie, dzięki stypendium Ignacego Jana Paderewskiego, przez rok studiowała w École normale de musique w Paryżu pod kierunkiem Nadii Boulanger.
Wkrótce zaczęła odnosić sukcesy jako kompozytorka (pierwsze nagrody) i skrzypaczka (w 1935 zdobyła pierwsze wyróżnienie na I Międzynarodowym Konkursie Skrzypcowym im. Henryka Wieniawskiego). Występowała w Polsce i za granicą; przed II wojną światową odbyła liczne podróże artystyczne do Francji, Hiszpanii i krajów bałtyckich, a po II wojnie do: Belgii, Czechosłowacji, ZSRR, Rumunii, na Węgry i ponownie do Francji (w 1946 w Paryżu wykonała I Koncert skrzypcowy K. Szymanowskiego pod dyr. P. Kleckiego). Jej grę cechowały: nieskazitelnie czysta intonacja, precyzja rytmiczna oraz wyczucie formy utworu i jego stylu, niezawodna pamięć muzyczna, inteligencja i finezja interpretacji, a także łatwość techniczna. Wykonywała publicznie nie tylko swoje utwory skrzypcowe, ale niekiedy i fortepianowe (m.in. II Sonatę).
W latach 50. rzuciła karierę koncertową i poświęciła się głównie komponowaniu. Przez wiele lat tworzyła w stylu neoklasycznym (najczęściej pojawiał się wtedy w jej twórczości cykl sonatowy), potem przechodziła stopniowo ku muzyce bardziej ekspresyjnej. Przez różnorodną fakturę utworów, klarowność i logikę wypowiedzi zdobyła trwałą pozycję w klasycznym repertuarze koncertowym.
Zajmowała się także pedagogiką: w roku akademickim 1934/35 i 1945/46 wykładała harmonię, kontrapunkt i solfeż oraz prowadziła klasę skrzypiec w konserwatorium w Łodzi, od 1966 aż do śmierci prowadziła klasę kompozycji w PWSM w Warszawie. Brała czynny udział w życiu organizacyjno-muzycznym, m.in. zasiadając w jury polskich i zagranicznych konkursów wykonawczych i kompozytorskich (Poznań, Paryż, Moskwa, Liège, Neapol, Budapeszt). W latach 1955–1957 i 1960–1969 pełniła również funkcję wiceprezesa Związku Kompozytorów Polskich.

### Wykształcenie
Początkowo gry na fortepianie i skrzypcach uczył ją ojciec – Vincas Bacevičius (Wincenty Bacewicz). Od 1919 kontynuowała edukację muzyczną w Konserwatorium Muzycznym Heleny Kijeńskiej-Dobkiewiczowej w Łodzi, gdzie kształciła się w zakresie gry na skrzypcach, fortepianie oraz teorii muzyki, chodząc jednocześnie do gimnazjum humanistycznego Janiny Pryssewiczówny.
W 1923 wraz z całą rodziną przeniosła się do Warszawy. Od 1924 uczęszczała do Konserwatorium Warszawskiego. Studiowała kompozycję w klasie Kazimierza Sikorskiego, grę na skrzypcach pod kierunkiem Józefa Jarzębskiego i grę na fortepianie u Józefa Turczyńskiego. Równocześnie podjęła studia filozoficzne na Uniwersytecie Warszawskim, z których jednak po półtora roku zrezygnowała. Przerwała także dalszą naukę gry na fortepianie. W 1932 ukończyła Konserwatorium, uzyskując dwa dyplomy – z gry na skrzypcach i kompozycji.
W tym samym roku dzięki hojności Ignacego Jana Paderewskiego otrzymała stypendium na studia kompozytorskie w École Normale de Musique w Paryżu, które odbyła w latach 1932–1933 pod kierunkiem Nadii Boulanger. Uczęszczała tam również na prywatne lekcje gry na skrzypcach do André Toureta. Ponownie wyjechała do stolicy Francji w roku 1934, aby kształcić się u węgierskiego skrzypka – Carla Flescha.

### Kariera skrzypaczki
Jako solistka zaczęła odnosić sukcesy już w 1935, kiedy otrzymała pierwsze wyróżnienie na I Międzynarodowym Konkursie Skrzypcowym im. Henryka Wieniawskiego w Warszawie. W latach 1936–1938 współpracowała z warszawską Orkiestrą Polskiego Radia, zorganizowaną przez Grzegorza Fitelberga, w której grała partię pierwszych skrzypiec. Praca w orkiestrze dała jej możliwość wzbogacenia wiedzy w zakresie instrumentacji. Przed II wojną światową również wiele koncertowała – często wspólnie z bratem Kiejstutem, znanym pianistą – w wielu krajach, m.in. na Litwie, we Francji i Hiszpanii. Podczas okupacji niemieckiej występowała na koncertach konspiracyjnych i koncertach Rady Głównej Opiekuńczej. Po wojnie kontynuowała działalność koncertową do 1953. Dawała recitale w Belgii, Czechosłowacji, ZSRR, Rumunii, na Węgrzech i we Francji.
Równocześnie w 1945 podjęła pracę w Państwowym Konserwatorium Muzycznym (obecnie: Akademii Muzycznej) w Łodzi, gdzie wykładała przedmioty teoretyczne i prowadziła klasę skrzypiec. W latach 50. poświęciła się prawie wyłącznie kompozycji i nauczaniu. Od 1966 (od 1967 jako profesor zwyczajny) aż do śmierci pracowała w Państwowej Wyższej Szkole Muzycznej w Warszawie, prowadząc klasę kompozycji. Ponadto często brała udział – jako juror – w konkursach skrzypcowych i kompozytorskich, m.in. w Liège, Paryżu, Moskwie, Neapolu, Budapeszcie, Poznaniu i Warszawie.
Zmarła w Warszawie, pochowana na cmentarzu Wojskowym na Powązkach (kwatera 32A-3-8).

## Twórczość kompozytorska
Grażyna Bacewicz należała do licznej grupy polskich kompozytorów z lat międzywojennych i powojennych tworzących w stylu neoklasycznym. Nigdy natomiast nie ugięła się i nie skomponowała utworu socrealistycznego. Znakomity warsztat zawdzięczała w dużej mierze studiom u Nadii Boulanger, co wykorzystywała umiejętnie w swojej obfitej i różnorodnej twórczości.
Jako wykształcona i koncertująca skrzypaczka szczególną uwagę poświęciła muzyce na skrzypce oraz inne instrumenty smyczkowe. Była autorką siedmiu koncertów skrzypcowych, dwóch koncertów wiolonczelowych i koncertu altówkowego. Napisała także siedem kwartetów smyczkowych, pięć sonat na skrzypce i fortepian oraz dwie sonaty na skrzypce solo.
Przynajmniej niektóre z tych kompozycji, obok kilku innych dzieł kameralnych, a także symfonicznych, konkurują do dzisiaj na estradach koncertowych z pełnym powodzeniem.

## Twórczość literacka
Bacewicz pisarstwem zajmowała się w latach 60. Jest autorką powieści kryminalnej pt. Sidła (Polskie Wydawnictwo Muzyczne, Kraków 2018), tomiku opowiadań Znak szczególny (Czytelnik, Warszawa 1970; II wyd.: 1974), oraz kilku pozostających w rękopisie powieści i nowel.

## Kompozycje

### Kompozycje instrumentalne
orkiestrowe
- Sinfonietta na ork. smyczk. (1929)
- Suita na ork. smyczk. (1931)
- 3 karykatury (1932)
- Convoi de joie (Pochód radości) (1933)
- Symfonia (zaginęła) (1933)
- Sinfonietta na ork. smyczk. (1935)

(wyróżnienie Towarzystwa Wyd. Muzyki Pol., Warszawa 1936)
| Dorobek kompozytorski   | Dorobek kompozytorski |
| Rodzaj twórczości       | Liczba dzieł          |
| ----------------------- | --------------------- |
| Muzyka wokalna          |                       |
| Pieśni                  | 14                    |
| Muzyka chóralna         |                       |
| Muzyka instrumentalna   |                       |
| Symfonie                | 4                     |
| Koncerty                | 8                     |
| Muzyka kameralna        | 17                    |
| Inne formy orkiestralne | 1                     |
| Opery                   | 1                     |
| Balety                  | 1                     |
| Utwory na fortepian     | 9                     |
| RAZEM                   | 55                    |

- Symfonia (1938)
- Uwertura (1943)
- I Symfonia (1945)
- Symfonia na ork. smyczk. (zaginęła) (1946)
- Introdukcja i Kaprys (1947)

(wyróżnienie na Konkursie Kompoz.im. K. Szymanowskiego 1948)
- Koncert na ork. smyczk. (1948)

(Nagr. Państwowa III st. 1950)
- II Symfonia (1951)
- III Symfonia (1952)
- IV Symfonia (1953)

(nagr. MKiS 1955)
- Uwertura polska (1954)
- Partita (transkr. Partity na skrz. i fort.) (1955)
- Wariacje symfoniczne (1957)
- Muzyka na smyczki, trąbki i perkusję (1958)Pomnik Grażyny Bacewicz w Bydgoszczy (w otoczeniu Filharmonii Pomorskiej jako jeden z posągów galerii pomników kompozytorów i wirtuozów)

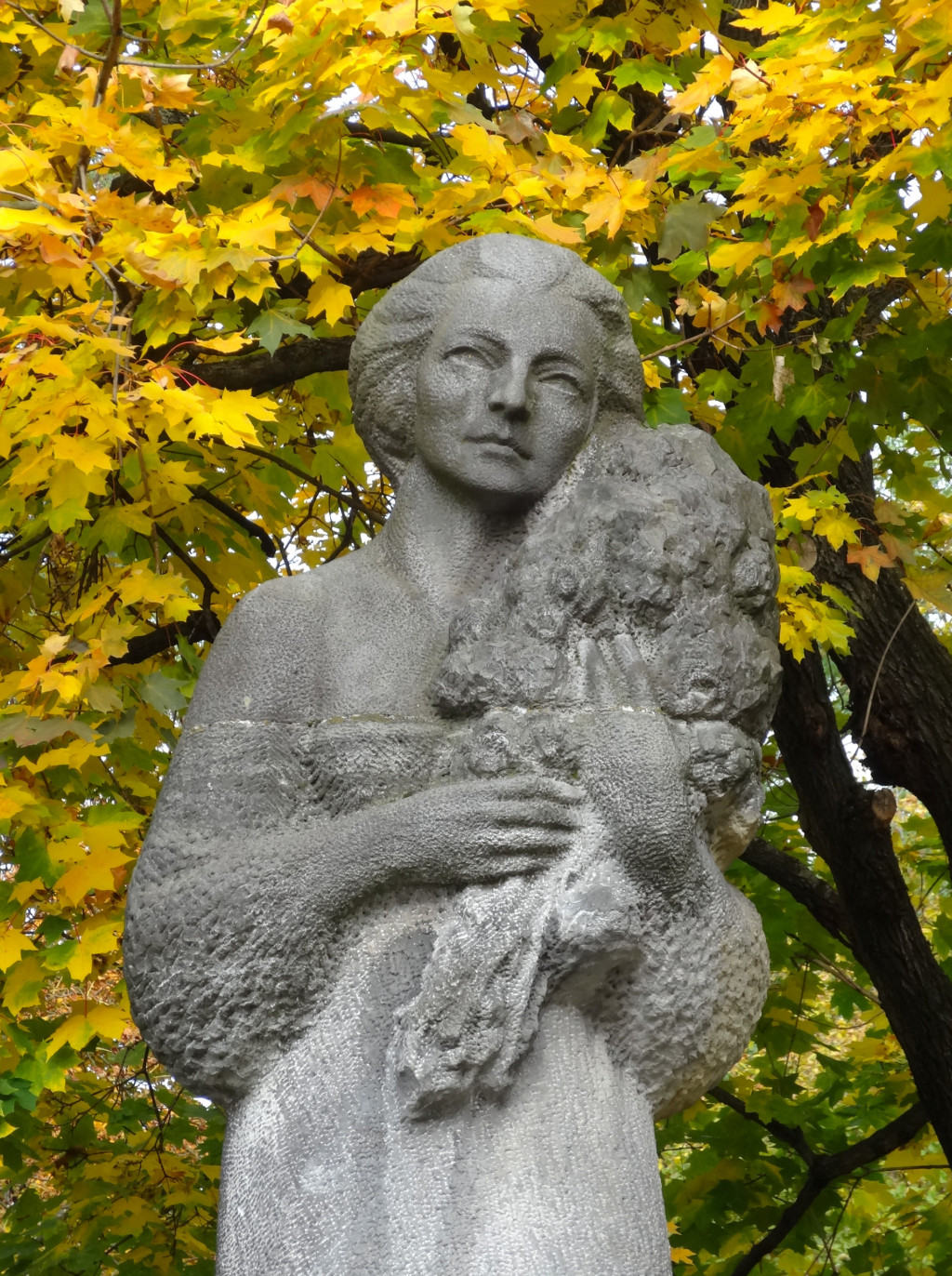
Pomnik Grażyny Bacewicz w Bydgoszczy (w otoczeniu Filharmonii Pomorskiej jako jeden z posągów galerii pomników kompozytorów i wirtuozów)

(III nagr. Międzynarod. Trybuny Kompozytorów UNESCO, Paryż 1960)
- Pensieri notturni (1961)

(nagr. II st. MKiS 1962)
- Koncert na wielką orkiestrę symfoniczną (1962)
- Musica sinfontca in tre movimenti (1965)
- Divertimento na ork. smyczk. (1965)
- Contradizione na ork. kam. (1966)
- In una parte (1967)

Ponadto dla Polskiego Radia:
- Mazur (1944)
- Suita Pod Strzechą (1945)
- Suita Ze Starej Muzyki (1946)
- Suita (1946)
- Szkice Ludowe (1948)
- I Taniec polski (1948)
- Groteska (1949)
- Oberek (1949)
- Walc (1949)
- Kaprys polski (1949)
- Suita Tańców Polskich (1950)
- Serenada (1950)
- II Taniec Polski (1950)
- Krakowiak (1950)
- Taniec mazowiecki (1951)
- Oberek Noworoczny (1952)

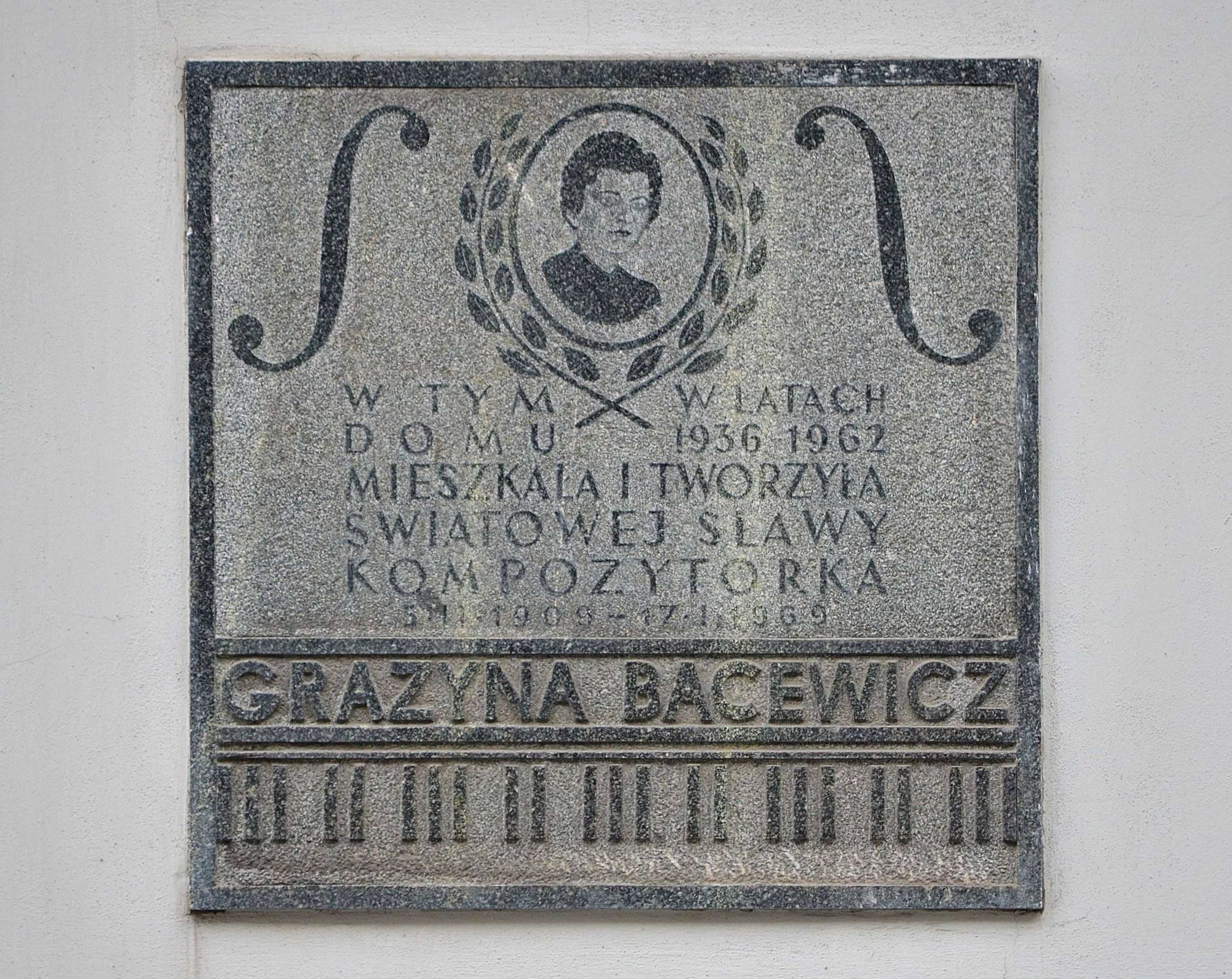
Tablica pamiątkowa na fasadzie kamienicy przy ul. Koszykowej 35 w Warszawie, miejscu zamieszkania Grażyny Bacewicz w latach 1936–1962, odsłonięta w 1983

- Suita z baletu „Z Chłopa Król” (1954)

na instrumenty solowe i orkiestrę
- |  | Zobacz w Wikiźródłach hasło Grażyna Bacewicz w Encyklopedii Muzycznej PWM |I Koncert skrzypcowy (1937)
- II Koncert skrzypcowy (1945)
- III Koncert skrzypcowy (1948)

(nagr. MKiS 1955)
- Rapsodia polska na skrzypce (1949)
- Koncert fortepianowy (1949)

(II nagr. na II Konkursie Kompoz. im. F. Chopina 1949)
- IV Koncert skrzypcowy (1951)

(Nagr. Państwowa II st. 1952)
- I Koncert wiolonczelowy (1951)
- V Koncert skrzypcowy (1954)
- VI Koncert skrzypcowy (1957)
- II Koncert wiolonczelowy (1963)
- VII Koncert skrzypcowy (1965)

(nagr. Rządu Belgijskiego i złoty medal na Międzynarodowym Konkursie Kompozytorskim im. Królowej Elżbiety Belgijskiej, Bruksela 1965)
- Koncert na 2 fort. (1966)
- Koncert na altówkę (1968)

kameralne
- I Kwartet smyczkowy (1938)
- II Kwartet smyczkowy (1943)
- Suita na 2 skrz. (1943)
- Łatwe duety na tematy ludowe na 2 skrz. (1945)
- III Kwartet smyczkowy (1947)

(nagr. MKiS 1955)
- Kwartet na 4 skrz. (1949)
- IV Kwartet smyczkowy (1950)

(I nagr. na Międzynarod. Konkursie Kompoz., Liège 1951, Nagr. Pań stwowa II st. 1952)
- V Kwartet smyczkowy (1955)

(II nagr. na Międzynarod. Konkursie Kompoz., Liège 1956)
- VI Kwartet smyczkowy (1960)
- Quartetto per 4 violoncelli (1964)
- VII Kwartet smyczkowy (1965)
- Kwintet na instr. dęte (1932)

(nagr. Paryż 1933)
- Trio na ob., skrz. i wioloncz. (1935)

(nagr. Towarzystwa Wyd. Muzyki Pol., Warszawa 1936)
- Sonata na ob. i fort. (1936)
- Andante sostenuto na skrz. (lub wioloncz.) i org.

(transkrypcja IV cz. Sonaty da camera na skrz. i fort.) (1945)
- Trio na ob., kl. i fg. (1948)
- Łatwe utwory na kl. i fort. (1948)
- Oberek nr 1 na kl. i fort. (1949)
- Wiwat na kl. i kwartet smyczk. (1950)
- I Kwintet fortepianowy (1952)
- Inkrustacje na waltornię i zespół kam. (1965)
- Trio na ob., hf. i perk. (1965)
- II Kwintet fortepianowy (1965)

na skrzypce i fortepian
- Partita (1930)
- Kaprys nr 1 (1932)
- Witraż (1932)
- Kaprys nr 2 (1933 lub 1934)
- Pieśń litewska (1934)
- Temat z wariacjami (1934)
- Andante i allegro (1934)
- Legenda (1945)
- Concertino w I – III pozycji (1945)
- Sonata da camera (1945)
- Łatwe utwory w I pozycji (1946)
- Kaprys (1946)
- II Sonata (1946)
- III Sonata (1947)
- Taniec polski (1948)
- Łatwe utwory w I – III pozycji (1949)
- Melodia i Kaprys (1949)
- I Oberek (1949)
- IV Sonata (1949)

(nagr. na Festiwalu Muzyki Pol. 1951, Nagr. Państwowa II st. 1952)
- Taniec antyczny (1950)
- Taniec mazowiecki (1951)
- V Sonata (1951)
- II Oberek (1952)
- Taniec słowiański (1952)
- Kołysanka (1952)
- Humoreska (1952)
- Partita (1955)

na instrumenty solo
skrzypcowe
- Sonata (1929)
- Sonata (1941)
- Kaprys polski (1949)
- II Kaprys (1952)
- II Sonata (1958)
- 4 capricci (1968)

fortepianowe
- Temat z wariacjami (1924)
- Preludium (1928)
- Allegro (1929)
- Sonata (1930)
- Trois pieces caracteristiques (1932)
- Toccata (1932)
- Sonatina (1933)
- Suita dziecięca (1933)
- Scherzo (1934)
- Sonata (1935)
- 3 Groteski (1935)
- 3 preludia (1941)
- I Sonata (1949)

(III nagr. na II Konkursie Kompoz. im. F. Chopina 1949)
- Krakowiak koncertowy (1949)

(III nagr. na II Konkursie Kompoz. im. F. Chopina 1949)
- Etiuda tercjowa (1952)
- II Sonata (1953)
- Sonatina (1955)
- 10 etiud (1957)
- Mały tryptyk (1965)

na inne instrumenty
- Esquisse per organo (1966)
- Kaprysy polskie na kl. (1952)

### wokalno-instrumentalne
pieśni na głos solo i fortepian
- Trzy róże (poezje arab. z X w., przekład L. Staffa) (1934)
- Mów do mnie, miły (R. Tagore, przekład J. Kasprowicza) (1936)
- 3 pieśni: Mamidio, Inna, Samotność (poezje arab. z X w., przekład L. Staffa) (1938)
- Oto jest noc (K.I. Gałczyński) (1947)
- Smuga cienia (W. Broniewski) (1948)
- Rozstanie (R. Tagore, przekład J. Kasprowicza) (1949)
- Usta i pełnia (K.I. Gałczyński) (1949)
- Dzwon i dzwonki (A. Mickiewicz) (1955)

(nagr. na Konkursie ZKP W 100. rocznicę śmierci A. Mickiewicza)
- Nad wodą wielką i czystą (A. Mickiewicz) (1955)
- Boli mnie głowa (pieśń żartobliwa) (G. Bacewicz) (1955)
- Sroczka (ludowy) (1956)
- Zaloty na chór m. (A. Mickiewicz) (1968)

na głosy solowe, chór i orkiestrę
- Psalm „De profundis clamavi ad te Domine” (1932)
- 3 pieśni na tenor solo i ork. (poezje arab. z X w., przekład L. Staffa) (1938)
- Kantata olimpijska na chór miesz. i ork. (oda Pindara) (1948)

(wyróżnienie na Międzynarod. Olimpijskim Konkursie Sztuki, Londyn 1948)
- Akropolis, kantata na 600-lecie UJ, na chór miesz. i ork. (według Akropolis S. Wyspiańskiego) (1964)
- Przygoda króla Artura, opera radiowa (E.Fischer według legendy staroceltyckiej) (1959)

(nagranie Polskie Radio 1960)

### balety
- Z chłopa król (A.M. Swinarski według P. Baryki) (1953/54)
- Esik w Ostendzie, balet komiczny, 1 -akt. (L. Terpilowski według T. Boya-Żeleńskiego) (1964)
- Pożądanie, 2-akt. (M. Bibrowski według Le desir attrape par la queue P. Picassa) (1968–69)

Rękopisy utworów Bacewicz znajdują się w Zakładzie Zbiorów Muzycznych Biblioteki Narodowej w Warszawie.

## Ordery i odznaczenia
- Order Sztandaru Pracy I klasy (22 lipca 1959)
- Order Sztandaru Pracy II klasy (22 lipca 1949)[9]
- Krzyż Komandorski Orderu Odrodzenia Polski (11 lipca 1955)[10]
- Krzyż Kawalerski Orderu Odrodzenia Polski (22 lipca 1953)[11]
- Medal 10-lecia Polski Ludowej (19 stycznia 1955)[12]

## Nagrody i wyróżnienia
- 1933 I nagroda na konkursie kompozytorskim Towarzystwa „Aide aux femmes de professions libres” w Paryżu za Kwintet Na Instrumenty Dęte
- 1936 II nagroda na konkursie kompozytorskim Towarzystwa Wydawniczego Muzyki Polskiej za Trio Na Obój, Skrzypce I Wiolonczelę, wyróżnienie za Sinfoniette na orkiestrę smyczkową
- 1949 II nagroda (pierwszej nie przyznano) na Konkursie Kompozytorskim Im. Fryderyka Chopina, zorganizowanym przez Związek Kompozytorów Polskich w Warszawie za Koncert Fortepianowy
- 1950 Państwowa Nagroda Artystyczna III stopnia w dziale muzyki za koncert na orkiestrę smyczkową[13]
- 1951 I nagroda na Międzynarodowym Konkursie Kompozytorskim w Liège za Kwartet Smyczkowy nr 4
- 1952 Nagroda Państwowa II stopnia za kompozycje IV Kwartet, IV Sonata Skrzypcowa i IV Koncert Skrzypcowy[14]
- 1956 Nagroda Państwowa II stopnia
- 1956 II nagroda na Międzynarodowym Konkursie Kompozytorskim w Liège za Kwartet Smyczkowy nr 5
- 1960 III Lokata podczas Międzynarodowej Trybuny Kompozytorów UNESCO w Paryżu za Muzykę na smyczki, trąbkę i perkusję
- 1960 Nagroda Związku Kompozytorów Polskich
- 1965 Nagroda rządu belgijskiego i złoty medal na Międzynarodowym Konkursie Kompozytorów w Brukseli za koncert skrzypcowy nr 7

Z okazji setnej rocznicy urodzin artystki, rok 2009 w polskiej muzyce ogłoszono Rokiem Grażyny Bacewicz, a Poczta Polska wprowadziła do obiegu znaczek, na którym umieszczono fotografię artystki.

## Obiekty i instytucje noszące imię Grażyny Bacewicz
- Akademia Muzyczna im. Grażyny i Kiejstuta Bacewiczów w Łodzi.
- Państwowa Szkoła Muzyczna I stopnia im. Grażyny Bacewicz w Nowej Soli.
- Państwowa Szkoła Muzyczna I stopnia im. Grażyny Bacewicz w Jaworznie.
- Państwowa Szkoła Muzyczna I stopnia im. Grażyny Bacewicz w Limanowej.
- Państwowa Szkoła Muzyczna I st. im. Grażyny Bacewicz w Radomsku.
- Szkoła Muzyczna I stopnia im. Grażyny Bacewicz w Gdańsku-Wrzeszczu.
- Szkoła Muzyczna I stopnia im. Grażyny Bacewicz we Wrocławiu.
- Zespół Państwowych Ogólnokształcących Szkół Muzycznych I i II stopnia nr 3 im. Grażyny Bacewicz w Warszawie.
- Zespół Państwowych Szkół Muzycznych im. Grażyny Bacewicz w Koszalinie.
- Plac Zabaw im. Grażyny Bacewicz w Tychach.
- ulica Grażyny Bacewicz w Białymstoku.
- ulica Grażyny Bacewicz w Częstochowie.
- ulica Grażyny Bacewicz w Gdańsku.
- ulica Grażyny Bacewicz w Jeleniej Górze.
- ulica Grażyny Bacewicz w Koninie.
- ulica Grażyny Bacewicz w Łodzi.
- ulica Grażyny Bacewicz w Łomiankach Dolnych.
- ulica Grażyny Bacewicz w Nowej Soli.
- ulica Grażyny Bacewicz w Oławie.
- ulica Grażyny Bacewicz w Radomiu.
- ulica Grażyny Bacewicz w Redzie.
- ulica Grażyny Bacewicz w Warszawie.
- ulica Grażyny Bacewicz we Wrocławiu.

## Festiwale i konkursy noszące imię Grażyny Bacewicz
- Międzynarodowy Festiwal Muzyczny im. Grażyny Bacewicz w Łodzi,
- Międzynarodowy Konkurs Kompozytorski im. Grażyny Bacewicz w Łodzi,
- Międzynarodowy Konkurs Skrzypcowy im. Grażyny Bacewicz w Łodzi,
- Ogólnopolski Konkurs Skrzypcowy im. Grażyny Bacewicz Szkół Muzycznych I stopnia we Wrocławiu,
- BISMA Bacewicz International Summer Music Academy w Łodzi.